# ناحیه واتسون، شهرستان افینگهام، ایلینوی
ناحیه واتسون، شهرستان افینگهام، ایلینوی (به انگلیسی: Watson Township) یک منطقهٔ مسکونی در ایالات متحده آمریکا است که در شهرستان افینگهام، ایلینوی واقع شده‌است. ناحیه واتسون ۳٬۱۹۳ نفر جمعیت دارد و ۱۶۹ متر بالاتر از سطح دریا واقع شده‌است.